# Товарищ Огилви

Фото Товарища Огилви, показанное в фильме «1984» режиссёра Майкла Рэдфорда. Надпись под фотографией:
«Мл. л-т Н. Огилви, 12 Армия, погиб 13.1.1971 на Арктическом фронте»

«Товарищ Огилви»  (англ. Comrade Ogilvy, имя иногда также встречается в ошибочной форме Comrade Ogilvie) — персонаж романа-антиутопии Джорджа Оруэлла «1984». Его вымышленная жизнь лишь бегло описывается на трёх страницах романа его главным героем, сам же он в романе не появляется, являясь примером того, как жизнь человека, ещё час назад и в помине не существовавшего, превращается в неоспоримый факт и своеобразную сатиру Оруэлла на средства массовой информации и их сотрудников, занимающихся обскурантизмом — сокрытием действительно важных новостей под пластом несущественной ерунды, и в этой своей деятельности не останавливающихся даже перед мистификациями.

## Персонаж
Примечание: Биографическая информация об Огилви извлечена из романа «1984».
Сам «товарищ Огилви» никогда не существовал в действительности, его персона была попросту выдумана главным героем романа, сотрудником Министерства правды, Уинстоном Смитом, в задачу которого входило переписывание уже опубликованных газетных статей в соответствии с конъюнктурой текущего политического момента и в угоду господствующему политическому курсу. Уинстон получает задание переписать статью, вышедшую в декабре прошлого года, о товарище Визерсе, видном члене Внутренней партии, который был награждён орденом «За выдающиеся заслуги» второй степени, но вскоре впал в немилость и быстро исчез, — то есть фактически был арестован и, вероятно, казнён (на что намекает фраза «refs unpersons»), став своего рода персоной нон грата, все упоминания о которой должны быть немедленно уничтожены, в том числе из газет и из архивов. Уинстон решает заменить статью о товарище Визерсе текстом на совершенно отвлечённую тему и после долгих бесплодных раздумий его вдруг осеняет, и в порыве творческого вдохновения он быстро надиктовывает на машинописец героическую биографию товарища Огилви.

### Биография товарища Огилви
Товарищ Огилви, — как повествует о нём сам Уинстон, — вёл патриотический и добродетельный (в представлении правящей номенклатуры Океании) образ жизни. В возрасте трёх лет он отказался от всех игрушек, кроме барабана, игрушечных автомата и вертолёта. В возрасте шести лет он вступил в молодёжную организацию «Разведчики» (находящаяся в ведении государства детско-юношеская организация, которая внушает детям необходимость следить за их родителями и вообще за взрослыми людьми, ведущими себя «непривычно»), на год раньше установленного в организации возраста вступления (в «Разведчики» принимали с семи лет), в девять лет он уже стал командиром отряда. В одиннадцать лет он выдал своего дядю полиции мыслей после подслушивания его разговора. В возрасте семнадцати лет он стал районным руководителем Молодёжного антиполового союза. В возрасте девятнадцати лет сам смастерил ручную гранату, которая была принята на вооружение Министерством мира и в ходе своих первых испытаний убила тридцать одного человека из числа евразийских военнопленных. В возрасте двадцати трёх лет он пропал без вести (по оригинальному тексту Уинстона — погиб) в водах Индийского океана в ходе завязавшегося воздушного боя, после того как вертолёт, на котором он летел, был атакован истребителями-перехватчиками противника. Преследуемый евразийскими истребителями, Огилви снял с турели пулемёт, схватил важные секретные документы, которые перевозил, и прыгнул с вертолёта прямо в открытый океан и вместе с донесениями и прочим ушёл на дно, чтобы избежать плена, допроса, и самое главное, потери секретных документов, которые могли достаться врагу.
Чуть позже Старший Брат в своём видеообращении к народу Океании добавил несколько ремарок к портрету Товарища Огилви: о безупречности его жизни и той целеустремлённости, с которой он охотился на вражеских шпионов, диверсантов, мыслепреступников и предателей, — ведь их поиск и истребление, как и уничтожение враждебного государства Евразии, были единственной целью его героической жизни. Единственным предметом разговора для него служили принципы ангсоца. Единственным развлечением для него был час, проводимый им ежедневно в спортзале, так как ещё в юности Огилви отказался от курения и алкоголя. Он принял обет безбрачия, потому что был убеждён, что брак и семейные заботы несовместимы с преданностью службе двадцать четыре часа в сутки, семь дней в неделю.

### Размышления главного героя
Для Уинстона и читателей романа создание Огилви открывает глаза на то, как средства массовой информации могут легко «создать» выдающегося члена партии буквально из воздуха, и какова решимость партии, в том чтобы удалить все свидетельства и вообще любую информацию о Визерсе — теперь уже «никогда не существовавшем» человеке, и при этом Уинстон находит огромное внутреннее удовлетворение в изобретении Товарища Огилви. Его поразила своей странностью мысль, что можно выдумать мёртвого человека, но нельзя сделать того же с живым. Уинстон осознаёт, что он сам фактически «создаёт» историю.
Уинстон раздумывал также над награждением Товарища Огилви орденом «За выдающиеся заслуги», но решил всё-таки не награждать, так как это потребовало бы лишних перекрёстных ссылок. Уинстон попутно размышлял и о том, что он не будет иметь даже возможности проверить, будет ли его редакция декабрьской статьи принята в конечном итоге, так как начинает подозревать, что другие сотрудники его отдела получили то же самое задание, как например, сидящий напротив Тиллотсон, но при этом у него появляется твердая уверенность, что принята в итоге будет именно его версия.

### Характеристика автора
Сам Оруэлл характеризует Товарища Огилви в романе следующим образом:
Товарищ Огилви никогда не существовал в настоящем, а теперь существует в прошлом — и, едва сотрутся следы подделки, будет существовать так же доподлинно и неопровержимо, как Карл Великий и Юлий Цезарь.
Оригинальный текст (англ.)Comrade Ogilvy, who had never existed in the present, now existed in the past, and when once the act of forgery was forgotten, he would exist just as authentically, and upon the same evidence, as Charlemagne or Julius Caesar.«1984», Часть I, Глава 4. Пер. с англ. В. П. Голышева

## Оценки литературоведов
По версии журнала «Тайм» Товарищ Огилви представляет собой пример идеального гражданина вымышленного тоталитарного государства Океании. Американский литературный критик Джордж Стайнер, сам в прошлом писавший материалы для «The New Yorker», «The Guardian» и ряда других западных изданий, анализируя эпизод о Товарище Огилви (вдвойне примечательно, что свою рецензию на роман «1984» он озаглавил «Убивая время»), вкратце пересказав подробности эпизода, задаётся риторическим вопросом: «Следует ли нам полагать, что наша собственная история — непроверяемая мистификация?» Американский публицист и литературный критик, профессор Стивен Картер, на основе эпизода о Товарище Огилви в присущей ему шутливой форме выделяет в романе «1984» две формы исторического ревизионизма: Удаление из истории «плохих парней» с последующей заменой их на выдуманных «хороших парней», а уж сам факт того, что Товарища Огилви попросту не существует — пусть даже не существует и Старшего Брата — не суть важно. Американский литературный критик, профессор английского при университете Сассекса, Мэттью Ходгарт называет создание Уинстоном Товарища Огилви наиболее примечательным проявлением «китайского стиля» в творчестве Оруэлла, где Огилви выступает аллегорией маоистских идеалов.
Канадский исследователь из Лаурентийского университета Майкл Йео показывает в своём исследовании, что преданность партии поставленная выше собственной семьи вкупе с усердным искоренением инакомыслящих хоть и не называются прямо добродетелями, но при этом ставятся в пример обывателям. И история геройской жизни и смерти Товарища Огилви с самого начала рассчитана на скрытое продвижение идей лояльности к партии и «охоты на ведьм» в массы. И при этом, по мнению Йео, весьма хрестоматийным со стороны Оруэлла было сделать таким образом, чтобы дела двух ключевых персонажей романа, пусть и работающих в формально совершенно разных направлениях (Уинстон, как мы знаем из романа, работает в отделе документации, в то время как Джулия занята в литературном-художественном отделе), пересекались, — это сделано Оруэллом для того чтобы подчеркнуть взаимозаменяемость факта и вымысла в пропагандистских целях. И новость дня, повествующая о Товарище Огилви, в действительности являющаяся сфабрикованной, фактически — тем же художественным вымыслом, но в то же время подаваемая в качестве документальной информации, как нельзя лучше показывает что какие бы выдумки не сочиняли сотрудники из разных отделов Миниправа — они могут служить огромному множеству целей. Британский литературный критик Малкольм Питток отмечает, что, создав Товарища Огилви, Уинстон не просто сфальсифицировал историю, но и помог режиму в деле извращения общечеловеческих ценностей, восхвалив предательство Огилви своего дяди. Итальянский литературовед и исследователь антиутопических произведений мировой литературы Марко Франкалаччи обращает внимание на то, что Товарищ Огилви является результатом истинного творчества и при этом прекрасно вписывается в логику властей, ведь он является именно тем, что им нужно — героем, верным учению ангсоца. Франкалаччи отождествляет Товарища Огилви с другими не-лицами, с той лишь разницей, что он подлинное не-лицо, так как действительно никогда не существовал, а остальные лишь стали таковыми, будучи удалёнными из любых материальных источников.
Белорусский тележурналист Александр Зимовский называет Товарища Огилви ярким и забавным персонажем, который предстаёт перед читателями идеальным социально активным гражданином современного общества, свихнувшегося на борьбе с курением и выпивкой.

### Реальные прототипы
Профессор Бернард Крик отмечает, что культовый эпизод о героической жизни и смерти товарища Огилви был в чём-то скопирован Оруэллом с ситуации, возникшей в 1942 году вокруг присуждения, а затем угрозы отзыва рыцарского титула у тогдашнего Генерального директора BBC, — на которое в то время работал Оруэлл, — сэра Фредерика Огилви. Огилви, в прошлом участник Первой мировой войны, — в которой он лишился левой ноги (войну окончил в звании капитана от инфантерии), — затем долгое время проработал на различных преподавательских должностях в британских университетах, а в 1938 году он, неожиданно для всех, был приглашён возглавить BBC, где в его задачи входила реорганизация BBC для нужд военного времени. За годы руководства Огилви, среди прочего, были разработаны и внедрены методики радио-трансляции на оккупированных фашистами территориях и постоянный мониторинг вражеских радио-трансляций. За эти специфические заслуги Огилви был представлен к рыцарской степени, которая позже попала под угрозу отзыва, так как стали известны некие подробности его деятельности на посту директора BBC, о которых, впрочем, вскоре забыли, а сама ситуация в авторской переработке Оруэлла выразилась в раздумьях Уинстона: Награждать или не награждать товарища Огилви орденом «За выдающиеся заслуги». Профессор истории при Эдинбургском университете Оуэн Дадли Эдвардс полагает что Оруэлл, судя по всему, знал о том, что при подготовке некоторых из репортажей BBC времён Второй мировой войны использовались сфабрикованные материалы, либо же реальные случаи, но обросшие самыми невероятными героическими подробностями, взамен тщательно скрываемой реальности.
Как отмечает профессор политических наук при университете Стирлинга Стивен Ингл, ум обывателя сам склонен создавать героические образы таких вот «товарищей Огилви», и создавая их, «вытирать» из памяти обыденных персонажей вроде того же Уинстона Смита, то есть самих себя.

## Исторические и современные параллели
Знаток английской литературы и один из самых известных исследователей творчества Дж. Оруэлла, профессор Ральф Ренальд отмечал, что в мире романа «1984» история — это чушь, а сотворение Уинстоном партийного героя, товарища Огилви, имеет точную и совершенно необъяснимую параллель в опубликованных дневниках простого китайского солдата-коммуниста Лэй Фэна, впоследствии перепечатанных газетой «New York Times» и названных ею бестселлером. В самом Китае Лэй Фэн преподносится как пример для подражания китайской молодёжи, хотя даже сам факт его существования, по словам Ренальда, зиждется на всё тех же доказательствах, что и жизнь и смерть Товарища Огилви, причём литературный персонаж Оруэлла представляется Ренальду куда более реальным и невыдуманным, чем творение китайского агитпропа. Как отмечает научный сотрудник Оксфордского университета Катриона Келли, пассаж о выдумке военного героя является пародией Оруэлла на сталинскую и одновременно на геббельсовскую пропаганду, а сам Товарищ Огилви и, в частности, эпизод его героической гибели, по мнению Келли, имеет более чем явное сходство с Александром Матросовым, а эпизод с выдачей родного дяди полиции мыслей напоминает другого героя советской пропаганды — Павлика Морозова.
Росс Грэшэм, редактор американского журнала «War, Literature & the Arts» в своей статье «Дыра в памяти овладевает нами» описывает шум, поднявшийся вокруг гибели и последующего расследования обстоятельств гибели Пэта Тиллмана, известного американского спортсмена, под впечатлением от терактов 11 сентября 2001 года (точнее — под впечатлением от их освещения в американских СМИ) отвергшего трёхмиллионный спортивный контракт и отправившегося на службу в Ирак, а затем в Афганистан, и обнаружившего там вовлечённость американских вооружённых сил в международную опиумную торговлю, после чего загадочным образом погибшего и вскоре ставшего чем-то вроде национальной иконы в Соединённых Штатах. Центральные телеканалы и печатные издания США широко освещали официальную историю его жизни в контексте того, как надо любить родину, упуская из внимания его разочарование в американских войнах в Ираке и в Афганистане, в американской внешней политике в целом и намеренно отвлекая внимание обывателей от обстоятельств его гибели. Грэшэм написал свой очерк как ответ на многочисленные восторженно-патриотические публикации, в частности на книгу «Там, где люди возносятся к славе: Одиссея Пэта Тиллмана», написанную Джоном Кракауэром.
После смерти Тиллмана армейская бюрократия быстро наградила его Серебряной звездой посмертно за мужество и отвагу, проявленные в бою, хотя все сослуживцы Тиллмана прекрасно знали, что это был т. н. «дружественный огонь». Этот исход был в точности таким, каким его предсказал сам Тиллман. Он сам предчувствовал, что в случае его гибели из него сделают фиктивного героя. После вступления в армейские ряды добровольцем он отказался от своей медиа-популярности в Штатах и отказал всем репортёрам записать интервью с ним. Он не хотел каких-либо особых чествований его самого, а равно и сделанного им выбора, и он не хотел стать очередным Товарищем Огилви. Один из его сослуживцев по Ираку позже вспоминал: «Он боялся, что если с ним что-нибудь случится, то люди Буша превратят это в уличный парад». Дословно он сказал следующее: «Я не хочу, чтобы они носились со мной по уличным парадам.» Он этого не хотел, но как только он погиб, то уже ничего не мог изменить.
Американский политолог Марк Уотресон во многом усматривает сходство между официальной версией терактов 11 сентября 2001 года и жизнеописанием Товарища Огилви, составленного Уинстоном Смитом — и то и другое, по словам Уотерсона, шито белыми нитками.

## Концепция идеального гражданина в романе «1984»

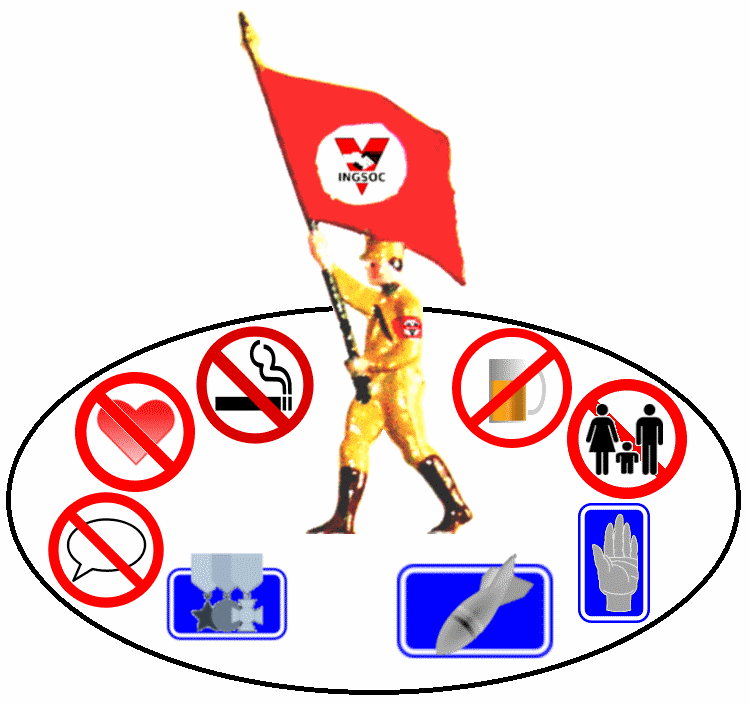
Концепция идеального гражданина в романе Дж. Оруэлла «1984» на примере жизнеописания Товарища Огилви

Как отмечают некоторые из вышеназванных литературоведов, — в частности Картер и Ходгарт, а также журнал «Тайм», — Оруэлл на примере Огилви пытался показать читателям универсальную, для любого тоталитарного режима, концепцию идеального гражданина, то есть такого, которого любая недемократическая власть в той или иной форме пытается ставить в пример угнетаемым ею же другим гражданам. Оруэлл особо акцентировал внимание на том, что в подлинной реальности, а не в той фиктивной её копии, которую пытаются навязать казённые средства массовой информации, никакого идеального гражданина не существует. Именно потому Товарищ Огилви и предстаёт в романе не как действующее лицо, а как статичная выдумка главного героя — сотрудника агитпропа. Говоря простым языком, идеальный гражданин, по Оруэллу, обладает следующими качествами:
- Не употребляет спиртного и не курит.
- Активно и регулярно занимается спортом.
- Настроен крайне патриотически по отношению к своей стране и крайне враждебно по отношению к её странам-соперницам.
- Принимает активное участие в политической жизни общества, разумеется, в одобренной властями «политической» жизни.
- С раннего детства состоит в детских и подростковых полувоенных организациях, находящихся под контролем государства.
- Служит в вооружённых силах либо в других государственных военизированных формированиях, но непременно — служит, а не работает где-либо.
- Отрицает семейные ценности и любые другие общечеловеческие ценности, способные отвлечь от служения правящему режиму.
- Рьяно поддерживает любые государственные начинания, включая самые нелепые и откровенно абсурдные (напр., идеи Антиполового союза).
- Занимается поиском шпионов и мыслепреступников в своём окружении.
- Ставит государственные интересы превыше личных.
- Фанатично предан партии или другой политической силе, находящейся у власти.
- Любое задание партии воспринимает как персональную боевую задачу и готов к самопожертвованию ради выполнения служебного долга.
- Не существует в действительности.

Последнее является самым главным фактором всей концепции, так как «страхует» её от непредсказуемых обстоятельств: несуществующий герой не может перечеркнуть свои предыдущие заслуги, предать, сдаться в плен, сбежать к противнику или же просто всё бросить и уйти на все четыре стороны, сказав, что ему всё это надоело, не может он и пересмотреть свои идеалы и взгляды на мир, потому как их нет — они лишь выдуманы теми же авторами, кем и выдуман он сам и все его заслуги. Его героический ореол неуязвим и недосягаем именно благодаря тому, что его на самом деле нет.

## Аллюзии в других произведениях
В романе Generation «П» российского писателя Виктора Пелевина, являющемся своеобразной переработкой «1984» на российских реалиях начала 1990-х годов, главный герой Вавилен Татарский, также занятый в сфере оболванивания народных масс, только уже не социалистической, а коммерческой пропагандой, углубляясь в дебри рекламного дела, убеждается, что книга Дэвида Огилви «Признания рекламиста» содержит большинство ответов на всё новые и новые возникающие вопросы:
Татарский уважал Дэвида Огилви; в глубине души он полагал, что это тот самый персонаж «1984» Джорджа Оруэлла, который возник на секунду в воображении главного героя, совершил виртуальный подвиг и исчез в океане небытия. То, что Товарищ Огилви, несмотря на свою удвоенную нереальность, всё-таки выплыл на бережок, закурил трубочку, надел твидовый пиджак и стал всемирно признанным асом рекламы, наполняло Татарского мистическим восхищением перед своей профессией.
В фильме «Плутовство» показаны подобные технологии героизации сержанта Уильяма Шуманна в период выдуманной военной кампании в Албании, в то время, как в преддверии предстоящих президентских выборов необходимо отвлечь общественное мнение от адюльтера первого лица государства.

## Комментарии
1. ↑  В переводе на русский, текст выглядит следующим образом:

Самоотверженная служба: Пэт Тиллман.

Ни один американский солдат не может сделать для Америки больше, чем Пэт Тиллман.

Немногие солдаты отвергли такую многообещающую гражданскую карьеру, чтобы служить их стране, как это сделал Тиллман. В 2002 г., вскоре после террористических актов 11 сентября 2001 г. он записался добровольцем на службу в Армии. Оставив профессиональный футбол, он не просто отверг ежегодную зарплату превышающую пол-миллиона долларов, он также отверг предложенные ему 3,6 млн за то, чтобы ещё три года остаться в составе клуба «Аризона Кардиналс». Прошедший пехотную подготовку, Тиллман вызвался добровольцем на парашютные курсы и на квалификацию рейнджера. Вскоре после выпуска Тиллман принял участие во вторжении в Ирак и позже был направлен на службу в Афганистан. Он погиб во время вражеской засады в апреле 2004 г.
2. ↑  Цитируется со слов сослуживца Тиллмана, специалиста армии США Джейда Лейна.
3. ↑  Список личных качеств «идеального гражданина» дан в порядке возрастания от менее важного к более важному и главному (выделено полужирным шрифтом).